# La Fin (Anna Seghers)
Pour les articles homonymes, voir La Fin.
La Fin est un roman d'Anna Seghers publié en 1956.

## Résumé
Zillich était surveillant au camp de concentration de Westhofen à partir de 1937. Après la guerre, il est recherché et erre en changeant de boulot constamment. Il rentre chez lui mais sa femme le chasse. Il meurt, et son fils s'en réjouit.